# Sebastian Aigner
Sebastian Aigner (* 3. Jänner 2001) ist ein österreichischer Fußballspieler.

## Karriere

### Verein
Aigner begann seine Karriere beim FC Red Bull Salzburg, bei dem er ab 2015 auch in der Akademie spielen sollte. Im Februar 2019 debütierte er für das Farmteam von Red Bull Salzburg, den FC Liefering, in der 2. Liga, als er am 16. Spieltag der Saison 2018/19 gegen den SV Horn in der 73. Minute für Alois Oroz eingewechselt wurde. In drei Spielzeiten bei Liefering kam er zu insgesamt 35 Zweitligaeinsätzen, in denen er vier Tore erzielte.
Nach der Saison 2020/21 verließ er Salzburg nach zwölf Jahren und wechselte zum SCR Altach, bei dem er einen bis Juni 2024 laufenden Vertrag erhielt. Für die Altacher machte er insgesamt 39 Partien in der Bundesliga.
Im Februar 2024 wechselte Aigner zum Zweitligisten Schwarz-Weiß Bregenz. Für Bregenz kam er bis zum Ende der Saison 2023/24 zu 13 Zweitligaeinsätzen. Nach der Saison 2023/24 verließ er Bregenz wieder.
Nach einem halben Jahr ohne Klub wechselte Aigner im Jänner 2025 zum Regionalligisten SV Austria Salzburg. Für Austria Salzburg kam er zu neun Einsätzen in der Westliga, ehe er mit dem Team zu Saisonende in die 2. Liga aufstieg.

### Nationalmannschaft
Aigner spielte im Oktober 2015 erstmals für die österreichische U-15-Auswahl. Im September 2017 absolvierte er gegen Belgien sein einziges Spiel für die U-17-Mannschaft.
Im April 2019 debütierte er gegen Deutschland für die U-18-Auswahl. Im September 2019 kam er gegen Lettland erstmals für die U-19-Mannschaft zum Einsatz.